# SN 1974E
SN 1974E – supernowa odkryta 21 marca 1974 roku w galaktyce NGC 4038. W momencie odkrycia miała maksymalną jasność 14,00m.